# Martin Valjent
Martin Valjent   (Dubnica nad Váhom, 11 de desembre de 1995) és un futbolista eslovac que juga com a defensa, i actualment és jugador del RCD Mallorca de la Primera Divisió espanyola.

## Trajectòria
El defensa posseeix una gran experiència en la categoria de plata del futbol italià en haver disputat 138 partits en quatre temporades amb el Ternana Calcio. A la temporada 2012-13, amb disset anys, va començar la seva carrera futbolística professional jugant al F. K. Dubnica, i a la temporada 2014/15 fins a la 2016/17 va jugar en el Ternana Calcio.
A la temporada 2017-18 va jugar en l'Chievo Verona, que el va tornar a cedir al mateix Ternana Calcio. El 4 de juny de 2018, va debutar amb la selecció absoluta del seu país, Jan Kolzac, va alinear a Valjent en el partit amistós contra el Marroc i abans, havia jugat de forma regular amb la seva selecció en les categories internacional sub-19 i sub-21.
L'agost de 2018 va signar pel RCD Mallorca per a reforçar al conjunt balear en el seu retorn a la Segona Divisió, i es va incorporar al club l'1 de setembre de 2019 cedit per l'AC Chievo Verona de la Serie A italiana. El 26 de juny de 2019 el club mallorquí va exercir l'opció de compra del jugador per 1,50 M €.